# Theloderma
Theloderma là một chi động vật lưỡng cư trong họ Rhacophoridae, thuộc bộ Anura. Chi này có 13% bị đe dọa hoặc tuyệt chủng.

## Các loài
Theo Amphibian Species of the World, có khoảng 26 loài được ghi nhận thuộc chi Theloderma:
- Theloderma albopunctatum (Liu and Hu, 1962)
- Theloderma andersoni (Ahl, 1927)
- Theloderma annae Nguyen, Pham, Nguyen, Ngo, and Ziegler, 2016
- Theloderma asperum (Boulenger, 1886)
- Theloderma baibengense (Jiang, Fei, and Huang, 2009)
- Theloderma bicolor (Bourret, 1937)
- Theloderma corticale (Boulenger, 1903)
- Theloderma gordoni Taylor, 1962
- Theloderma horridum (Boulenger, 1903)
- Theloderma kwangsiense (Liu and Hu, 1962)
- Theloderma lacustrinum Sivongxay, Davankham, Phimmachak, Phoumixay, and Stuart, 2016
- Theloderma laeve (Smith, 1924)
- Theloderma lateriticum Bain, Nguyen, and Doan, 2009
- Theloderma leporosum Tschudi, 1838
- Theloderma licin McLeod and Norhayati, 2007
- Theloderma moloch (Annandale, 1912)
- Theloderma nagalandense Orlov, Dutta, Ghate, and Kent, 2006
- Theloderma nebulosum Rowley, Le, Hoang, Dau, and Cao, 2011[3]
- Theloderma palliatum Rowley, Le, Hoang, Dau, and Cao, 2011[3]
- Theloderma petilum (Stuart and Heatwole, 2004)
- Theloderma phrynoderma (Ahl, 1927)
- Theloderma rhododiscus (Liu and Hu, 1962)
- Theloderma ryabovi Orlov, Dutta, Ghate, and Kent, 2006
- Theloderma stellatum Taylor, 1962
- Theloderma truongsonense (Orlov and Ho, 2005)
- Theloderma vietnamense Poyarkov, Orlov, Moiseeva, Pawangkhanant, Ruangsuwan, Vassilieva, Galoyan, Nguyen, and Gogoleva, 2015

## Hình ảnh

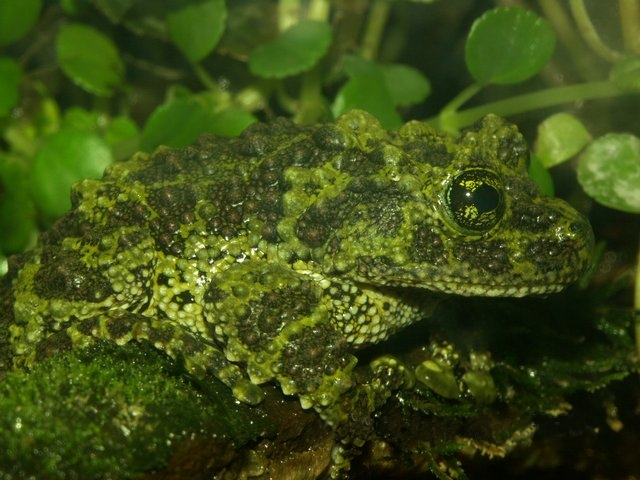